# Irena Misztal
Irena Tamara Misztal, właśc. Tamara Piotuch (ur. 11 grudnia 1908 w Dyneburgu, zm. 21 października 2003 w Ełku) – polska nauczycielka i pisarka rosyjskiego pochodzenia. 

## Życiorys
Twórczość literacką rozpoczęła jako uczennica szkoły średniej w Rosji. Po rewolucji październikowej 1917 znalazła się w Polsce, gdzie w dwudziestoleciu międzywojennym pracowała jako nauczycielka. Podczas okupacji sowieckiej zatrudniona poza zawodem, w latach 1941–1944 prowadziła tajne nauczanie w Długopolu na Grodzieńszczyźnie, pozostając jednocześnie członkiem AK. 
W 1946 osiedliła się w Ełku, gdzie pracowała w szkole podstawowej i liceum pedagogicznym. Była autorką wierszy i adaptacji sztuk teatralnych dla lokalnego Domu Kultury Dzieci i Młodzieży, organizowała liczne konkursy poetyckie i literackie w Domu. Działała w Towarzystwie Miłośników Ełku. Była odznaczana Złotym Krzyżem Zasługi, Medalem Komisji Edukacji Narodowej oraz Krzyżem Kawalerskim Orderu Odrodzenia Polski.
Jest patronką konkursu literackiego na małą formę prozatorską "Prosto z serca".

## Twórczość
- Rymy mojego życia,
- Jej powrót
- Ostatnie echa
- Okruchy życia
- Takie sobie dzieje (pięciotomowe wspomnienia, dotyczące m.in. dwudziestolecia międzywojennego i Grodna okresu okupacji).